# 국제 빙상 연맹
국제빙상경기연맹(國際氷上競技聯盟, 영어: International Skating Union, ISU)은 피겨 스케이팅, 싱크로나이즈드 스케이팅, 스피드 스케이팅, 쇼트 트랙 스케이팅 등의 경기를 관장하는 국제 스포츠 기구이다. 1892년, 네덜란드 슈베닝겐(Scheveningen)에서 설립되었는데, 국제적인 스포츠 연맹으로서는 가장 오래된 조직 중의 하나이다. ISU은 스케이팅 종목에 대한 경기의 규칙과 규정을 제정하고, 이를 따르는 국제 경기를 개최하는 것을 목적으로 하고 있다. 현재는 스위스 로잔에 본부를 두고 있다.

## 역사
19세기 말엽, 스피드 스케이팅 및 피겨 스케이팅 경기에 대한 비공식적인 대회가 많은 곳에서 개최되고 있었다. 최초의 근대적 스피드 스케이팅 경기는 1863년 노르웨이에서 열렸다. 스피드 스케이팅, 피겨 스케이팅 종목의 국제 경기가 늘어나고, 스케이팅 클럽 및 국가적인 대회 조직이 많이 구성되자, 국제적인 표준을 제정할 필요가 대두되었다. 1892년 7월, 네덜란드가 주도하여 국제 아이스 스케이팅 경기에 관심이 있던 각국 대표들을 불러모았다. 그 결과 네덜란드 슈베닝겐(Scheveningen)에서 최초의 회합이 열렸으며 ISU가 창설되었다. 처음에는 유럽 국가만이 참여하였다. 1894년 캐나다가 회원국으로 가입하자 진정한 국제 경기 조직이 되었다.
다시 말해, 국제빙상경기연맹(ISU)은 1892년 설립되었다. 스피드 스케이팅과 피겨 스케이팅에 대한 국제적인 표준 규칙을 도입하여 경기를 관할하려는 목적이었다. 1895년, ISU는 조직의 사명을 프로페셔널 선수가 아니라 아마추어 선수만을 관장하도록 다듬었다. 이 조직은 1896년 2월, 러시아 상트 페테르부르크에서 첫 아마추어 피겨 스케이팅 선수권 대회(남자 부문만)를 열었다.
미국과 캐나다도 곧이어 이에 맞서는 조직을 구성하였다. 1907년 조직한, 아메리카 국제 빙상 연맹(International Skating Union of America (ISUA))이었다. 다음 두 달 간, 12개의 유럽 국가가 ISU에 합류하였다. ISUA의 국가 수는 그대로였다. 유럽과 북미 피겨 스케이팅 선수들은 스케이팅의 스타일조차 달랐기 때문에 시합에서 좀처럼 서로 겨루지 않았다. ISU는 피겨 스케이팅 스포츠를 체계화 및 정리 하였으며, 경기는 한 번에 "10 내지 12개의 ISU 프로그램 중 선택하도록… 또한 음악에 맞춰 5분간 자유 스케이팅(free skating)을 하도록… 그리고 특별한 피겨를 연기하도록 하였다." 1911년, 캐나다가 ISU에 합류하였다. 빙상 경기가 열리는 주요 국가 중에서 이제 미국만이 유일하게 ISU에 가입하지 않은 국가였다.
1976년에 이르러, ISU는 쇼트 트랙 스피드 스케이팅 종목 선수권을 독립적으로 개최하였다. 그 당시만해도, 쇼트 트랙 스피드 스케이팅은 실내 스피드 스케이팅이라는 이름으로 알려져 있었다. 하지만 기존의 스피드 스케이팅 경기가 실내 링크에서 치러지게 되자, 실내 스피드 스케이팅은 쇼트 트랙이라고 이름을 바꾸었다.
1988년까지, 38개국이 국제빙상경기연맹에 합류하였다. 그 후 몇 년간 ISU는 그동안 유지해왔던 피겨 스케이팅 싱글 종목의 필수 피겨(figures)를 폐지하였다. 아이스 댄싱 종목에서도 필수 피겨(figures) 사용을 줄였다.
미국 유타주 솔트레이크 시에서 개최되었던 2002년 동계 올림픽 이후부터, ISU는 각 종목 규정에 많은 변화를 주었다. 쇼트 트랙 종목에서 김동성 선수가 실격으로 인해 아폴로 안톤 오노 선수에게 금메달을 빼앗겼다. 그 때까지는, ISU 규정 상, ISU는 심판 판정에 대한 재검토를 허용하지 않고 있었다. 몇 개월 뒤, ISU는 심판 판정의 재검토를 위한 비디오 사용을 허용하기 시작하였다. 피겨 스케이팅 점수 판정 방법도 바뀌었는데, 이는 2002년 동계 올림픽 피겨 스케이팅 스캔들 때문이었다. ISU의 회장이었던 오타비오 친콴타(Ottavio Cinquanta)는 다음과 같이 언급하였다. "무언가 잘못되었습니다." … "사람도 잘못했지만 시스템이 잘못했습니다. 이 시스템은 70년 동안 지속되어 왔습니다. 이제 바꿔야 할 때입니다." 국제빙상경기연맹의 새로운 피겨 스케이팅 점수 판정 시스템은 2004년부터 도입되었다. 6.0 만점 점수를 없앴으며, 다양한 기술 요소에 대해 점수를 주도록 하였다. 일부 수학자들이 이 시스템 관련 연구를 수행하였으며, 기존의 시스템보다 더 결점이 많다는 결론을 내기도 하였다.

## 국제빙상경기연맹 선수권 대회
다른 국제 경기 외에도, 국제빙상경기연맹(ISU)는 다음과 같은 선수권 대회를 거의 매년 개최하고 있다.
- 스피드 스케이팅
  - 세계 올라운드 스피드 스케이팅 선수권 대회
  - 세계 스피드 스케이팅 종목별 선수권 대회 (동계 올림픽 대회가 열리지 않는 해에만 열린다.)
  - 세계 스피드 스케이팅 스프린트 선수권 대회
  - 세계 주니어 스피드 스케이팅 선수권 대회
  - 세계 쇼트트랙 선수권 대회
  - 세계 쇼트트랙 단체 선수권 대회
  - 세계 주니어 쇼트트랙 선수권 대회
  - 유럽 스피드 스케이팅 선수권 대회
  - 유럽 쇼트트랙 선수권 대회
  - 4대륙 쇼트트랙 선수권 대회
  - 4대륙 스피드 스케이팅 선수권 대회
- 피겨 스케이팅
  - 세계 피겨스케이팅 선수권 대회
  - 세계 주니어 피겨스케이팅 선수권 대회
  - 세계 싱크로나이즈드 선수권 대회
  - 유럽 싱크로나이즈드 선수권 대회
  - 유럽 피겨스케이팅 선수권 대회
  - 4대륙 피겨스케이팅 선수권 대회

동계 올림픽 대회 및 ISU 피겨 스케이팅 그랑프리는 ISU의 선수권 대회가 아니다. 하지만 개인 최고 점수(Personal Best scores)에는 결과가 기록된다.

## 최초의 세계 선수권 대회
ISU 관할 하에, 종목별로, 다음과 같이 세계 선수권 대회가 처음으로 개최되었다:
- 1893년: 스피드 스케이팅 (남자), 암스테르담
- 1896년: 피겨 스케이팅 (남자), 상트페테르부르크
- 1906년: 피겨 스케이팅 (여자), 다보스
- 1908년: 피겨 스케이팅 (페어), 상트페테르부르크
- 1936년: 스피드 스케이팅 (여자), 스톡홀름
- 1952년: 피겨 스케이팅 (아이스 댄스), 파리시
- 1970년: 스프린트 스피드 스케이팅, 위스콘신주
- 1978년: 쇼트 트랙 스피드 스케이팅, 솔리헐 (Solihull), 영국
- 2000년: 싱크로나이즈드 스케이팅, 미네아폴리스

## 조직
2002년 현재, ISU는 57개 회원국으로 구성되어 있다. 운영위원회는 11개 국가이다. ISU 회의에 제안을 하고자 한다면, 회원국의 4/5의 동의를 얻어야 한다. 제안은 2/3의 찬성으로 가결된다.

### 역대 회장
- 1882 – 1894 Willem J. H. Mulier
- 1894 – 1924 Viktor Balck
- 1925 – 1937 Ulrich Salchow
- 1937 – 1945 Gerrit W. A. van Laer
- 1945 – 1953 Herbert J. Clarke
- 1953 – 1967 James Koch
- 1967 – 1967 Ernst Labin
- 1967 – 1980 Jacques Favart
- 1980 – 1994 Olaf Poulsen
- 1994 – 2016 오타비오 친콴타 (Ottavio Cinquanta)
- 2016 - 2022 얀 데이케마
- 2022 - 김재열

## 같이 보기
- 싱크로나이즈드 스케이팅
- 국제빙상연맹 피겨스케이팅 선수권 대회